# Krasimir Anev
Krasimir Anev (bulgariska: Красимир Анев), född 16 juni 1987 i Samokov, är en bulgarisk skidskytt.
Hans hittills bästa resultat i världscupen i skidskytte kom vid det första loppet under säsongen 2012/2013, på distansloppet i Östersund då han slutade åtta. Hans tidigare bästa placering, från säsongen innan, var en tolfte plats. Under sin debutsäsong 2008/2009 slutade han 97:a i den totala världscupen. Hans hittills bästa placering i den totala världscupen kom säsongen 2010/2011 då han totalt slutade 38:a.
Hans bästa resultat i världsmästerskapen i skidskytte kom vid världsmästerskapen i skidskytte 2013 i Nové Město na Moravě, då han slutade på 11:e plats i sprinten.
Han har även deltagit i tre olympiska spel, olympiska vinterspelen 2010 i Vancouver, olympiska vinterspelen 2014 i Sotji och olympiska vinterspelen 2018 i Pyeongchang.